# Tigranes IV
Tigranes IV da Arménia (em língua arménia: Տիգրան Դ) foi um rei da Arménia da Dinastia artaxíada. Reinou entre um período que se estendeu de 12 a.C. e 5 a.C. e de 4 a.C. até ao ano 1. Foi antecedido nos comandos do reino por Tigranes III foi sucedido no trono pelo rei Artavasdes III.

## Nome
Tigranes (Tigrānēs; Τιγράνης, Tigránēs) é a forma latina e grega surgida do persa antigo *Tigrana (*Tigrāna) e do acadiano Tigranu (𒋾𒅅𒊏𒉡, Tīgranu). Hračʻya Ačaṙyan propôs que derivou por haplologia de *tigrarāna, supostamente significando "lutar com flechas" (cf. o persa antigo 𐎫𐎡𐎥𐎼𐎠𐎶, ⁠tigrām, “pontiagudo”, acusativo singular feminino), que Ačaṙyan entendeu que derivou do avéstico 𐬙𐬌𐬖𐬭𐬀 (tiγra, "flecha") e sânscrito तिग्म (tigmá, "pontiagudo") e do avéstico 𐬭𐬇𐬥𐬀 (rə̄na, "batalha, luta") e sânscrito रण (raṇa, "batalha")). Ele também comparou o grego antigo Tigrapates (Τιγραπάτης, Tigrapátēs, literalmente “mestre das flechas”) e, para a haplologia, o nome avéstico 𐬬𐬍𐬭𐬁𐬰 (vīrāz) de *vīra-rāz-. J̌ahukyan considerou a explicação improvável. É mais provável que decorra do iraniano antigo Tigrana (*Tigrāna-), uma formação patronímica com o sufixo *-āna- do nome *Tigra (*Tigrā-; lit. “delgado”), refletido no elamita Tigra (𒋾𒅅𒊏, Tīgra) e acadiano Tigra (𒋾𒅅𒊏𒀪, Tīgraʾ), da palavra discutida acima para "pontiagudo". O nome foi tardiamente registrado em armênio como Tigrã (Տիգրան, Tigran).

## Vida
Tigranes governou como aliado de Erato de Armenia que segundo as fontes antigas era meia irmã do rei arménio. Ambos reinaram como aliados do Império Arsácida que na altura se encontrava sob a liderança da dinastia arsácida.
Em 5 a.C. Tigranes foi derrotado por Artavasdes IV, filho de Artaxias II, que se tinha aliado com o Império Romano. No entanto, e com a ajuda dos partos, Tigranes conseguiu recuperar o poder em poucos meses.
No ano 1, uma revolta popular derrotou Tigranes, que veio a falecer. Vendo-se só e sem aliados a rainha Erato de Armenia fugiu.
Artavasdes V, irmão de Tigranes, iniciou uma guerra civil contra Artavasdes IV que permaneceu até que os romanos restabeleceram a paz.